# نيس برودجار
نيس برودجار هو موقع أثري يعود إلى العصر الحجري الحديث ويغطي 2.5 هكتار (6.2 أكر) ويقع بين حلقة برودجار وأحجار ستينيس في قلب موقع التراث العالمي للعصر الحجري الحديث في أوركني، اسكتلندا. تمت أعمال التنقيب عنه في الفترة من عام 2003 إلى عام 2024، وبعد ذلك تم ردم الموقع لحماية الهياكل المكشوفة من الأضرار البيئية.
وقد قدم الموقع أدلة على وجود ألواح حجرية مزخرفة وجدار حجري 6 متر (20 قدم) سميكة مع الأساسات، ومبنى كبير يوصف بأنه معبد من العصر الحجري الحديثتشير الأدلة إلى أن النشاط في الموقع يمكن تأريخه إلى حوالي 3500-3400 قبل الميلادبحلول عام 2200 قبل الميلاد، تم إغلاق الموقع وتفكيكه جزئيًا. كان هذا هو الموضوع الرئيسي لفيلم وثائقي لهيئة الإذاعة البريطانية في اسكتلندا عام 2016، بعنوان عاصمة بريطانيا القديمة، أسرار أوركني، والذي قدمه نيل أوليفر، وكريس باكهام، وشيني سومارا، وأندي توربيت، ودوج ألان.

## الموقع
اليوم شبه جزيرة برودجار عبارة عن إصبع من الأرض يبلغ عرضه بضع مئات من الأمتار، ويقع بين بحيرة ستينيس المالحة إلى الجنوب الغربي وبحيرة هاري ذات المياه العذبة إلى الشمال الشرقي، وإلى الجنوب الشرقي توجد أحجار ستينيس الدائمة، وإلى الشمال الغربي توجد حلقة برودجار، يوجد جسر قصير يربط بين الموقعين، كما يمكن رؤية الكومة الحجرية الموجودة في مايسهاو من الموقع إلى الشرق، ومستوطنة بارنهاوس إلى الجنوب الشرقي، على بعد بضعة كيلومترات إلى الشمال الغربي من حلقة برودجار تقع حلقة بوكان، وهي هينج ثالثة، مع التلال المرتبطة بها تقع قرية العصر الحجري الحديث في سكارا براي على بعد بضعة كيلومترات، كما يقع برج الحجرة في أونستان. من المحتمل أن يكون هناك المزيد من الآثار المغمورة تحت البحيرة.
في العصر الحجري الحديث، ربما كانت بحيرة ستينيس منطقة رطبة وليست بحيرة، وكان بإمكان سكان سكارا براي المشي إلى Ness of Brodgar ومشاهدة أو المشاركة في الأنشطة الطقسية والعودة إلى المنزل سيرًا على الأقدام في غضون يوم واحد، تتكون الهياكل الموجودة في Ness of Brodgar من الحجر الرملي، وهو صخرة رسوبية توجد بكثرة في جميع أنحاء أوركني يمكن تقسيم الحجر الرملي بسهولة إلى أحجار مسطحة وكان بالتالي مادة جيدة لأعمال البناء الدقيقة باستخدام أدوات العصر الحجري الحديث، بعض الحجارة التي تم العثور عليها في الموقع رقيقة جدًا بحيث لا تصلح لبناء بلاط الأرضيات أو الجدران، ويُفهم أنها أول دليل تم العثور عليه على الإطلاق للأسقف.

## الهياكل الرئيسية
يتم ترقيم الهياكل الموجودة في برودجار حسب ترتيب اكتشافها، ومع اكتشاف المزيد من الموقع وتحسن التفسيرات، أصبحت بعض الأرقام غير مستخدمة، لذلك اعتبارًا من عام 2024، أصبحت الهياكل الرئيسية مرقمة بالأرقام 1، 5، 8، 10، 12، 14، 26 و27الهياكل يبدو أن 1 و8 و12 و14 قد تم بناؤها حوالي عام 3000 قبل الميلاد، وتقف هذه الآثار فوق بقايا أقدم لم يتم اكتشافها بعد، أو تم اكتشافها جزئيًا فقط، ومع ذلك من المعروف أن النشاط في نيس يعود تاريخه إلى حوالي 3500 قبل الميلاد.

### الهيكل الأول
الهيكل الأول له تاريخ معقد ويبدو أنه تم بناؤه فوق بقايا هيكل سابق، الهيكل 40ويشير الدليل الرسمي للحفريات إلى أن هذا الهيكل يبدو أنه كان يشكل جزءًا مركزيًا من الموقع، في الأصل كان أكثر من 15 متر (49 قدم) يبلغ طول المبنى ولكن تم إعادة بنائه بشكل جذري في غضون قرن من الزمان تقريبًا من بنائه الأول، حيث تم إغلاق بابين، وتم إدخال باب جديد وبناء جدار جديد، وقد تم تزيينه بالعديد من القطع الفنية الحجرية، بعضها كان داخليًا للجدران ولم يكن من الممكن رؤيته أبدًا أثناء استخدام المبنى. بعض الحجارة الفردية للهيكل1 تم رسمها باللون الأصفر والأحمر والبرتقالي باستخدام صبغة المغرة المصنوعة من الهيماتيت الممزوج بالدهون الحيوانية أو الحليب أو البيضوهذا هو أول اكتشاف في بريطانيا يشير إلى أن الناس في العصر الحجري الحديث استخدموا الطلاء لتزيين مبانيهم.

### الهيكل الثامن
الهيكل 8 معاصر تقريبًا مع البنية1، ربما تم بناؤه بعد الهيكل مباشرة تم الانتهاء من 1 وكان يتألف من عشرة أرصفة وعشرة تجاويف، وكان به ستة مواقد، توجد تحتها بقايا مبنيين سابقين على الأقل وهيكل، ويبدو أن الرقم 8 قد تعرض لهبوط حاد في حد ذاته، وانهارت أرضيته في العصور القديمة، مما تسبب في سقوط السقف، وتم استخدام بعض أحجاره لتشكيل الهيكل 10. بناء الهيكل 8 كان معقد حيث أنه هو أول مكان تم اكتشاف بلاط السقف الحجري فيه في الموقعوأول مكان تم العثور فيه على صبغة ملونة على الجدران.
من بين مباني Ness of Brodgar الفريدة من نوعها، وفي أوروبا في العصر الحجري الحديث على حد علمنا حتى الآن، تم العثور هناك على ملاعق حجرية مصنوعة بدقة، إنها تشبه الملاعق المسطحة وقد تم تصنيعها بعناية كبيرة لا يظهر أي منهم علامات التآكل والغرض منهم غير معروف، ومن بين الاكتشافات الأخرى التي تم العثور عليها في هذا الهيكل رأس هراوة من عظم الحوتوسن حوت مثبت في الحجر.

### الهيكل العاشر
تم اكتشاف الهيكل 10 في عام 2008، ووصفه الحفارون بأنه يشبه المعبد. يبلغ ارتفاع جدرانها 4 متر (13 قدم) ويبلغ سمكها ولا تزال قائمة حتى ارتفاع يزيد عن 1 متر (3.3 قدم)، ويبلغ ارتفاع المبنى 25 متر (82 قدم) طولًا و 20 متر (66 قدم) ويبلغ عرض وتم دمج حجر قائم به ثقب على شكل الساعة الرملية في الجدران، يوجد قدس أقداس داخلي على شكل صليب وكان المبنى محاطًا بممر خارجي مرصوف، ويعتقد أنه تم بناؤه في حوالي عام 2900 قبل الميلاد، ويبدو أنه تم إعادة بنائه جزئيًا في حوالي عام 2800 قبل الميلاد، ربما بسبب عدم الاستقرار الهيكليوهذا هو أكبر بناء من نوعه في أي مكان في شمال بريطانيا، وكان من شأنه أن يهيمن على المشهد الطقسي لشبه الجزيرة.

### الهيكل الثاني عشر
تم بناء الهيكل 12 حوالي عام 3000 قبل الميلاد، ويتكون من ستة أرصفة وأربعة تجاويف وموقدين، وهذا هو البناء الأكثر جنوباً الذي تم اكتشافه حتى الآن، ولكن يُعتقد أن هناك المزيد من البناءات الواقعة إلى الجنوب لا تزال تحت الأرض وبعضها للأسف قد يكون تحت كومة نفايات الموقع. لقد تم بناؤه من الحجر المجهز بشكل جيد، ولكن مثل العديد من المباني الأخرى في الموقع، يبدو أنه عانى من مشاكل هيكلية وتم إعادة بنائه جزئيًا، وتم إضافة ملحق إلى الشمال في وقت لاحق في العصر الحجري الحديث، وهو غير مدمج بشكل جيد في الأعمال الحجرية الأصلية.

### الهيكل الرابع عشر
تم بناء الهيكل 14 في حوالي 3000 قبل الميلاد، في نفس الوقت تقريبًا مع الهياكل 1 و 8 و 12، ومثلهم تم بناؤه فوق الهياكل السابقة، وهو المبنى الأكثر شمالية من بين المباني التي تم اكتشافها حتى الآن، يحتوي على ثلاثة مداخل، وأربعة أرصفة، وأربعة تجاويف، وموقدين، بصرف النظر عن حجمها فهي متشابهة بشكل عام في التصميم مع الهيكل8.

## الاكتشافات
كشفت الحفريات عن العديد من المباني، سواء كانت طقسية أو منزلية، وتشير الأعمال إلى أنه من المحتمل أن يكون هناك المزيد في المنطقة المجاورة، تم اكتشاف الفخار وعظام الحيوانات المحروقة والأدوات الحجرية ورؤوس الهراوات الحجرية المصقولةتم تزيين بعض ألواح الحجر بأشكال هندسية معينة نموذجية لمواقع العصر الحجري الحديث الأخرىتوجد بقايا جدار حجري كبير سور برودجار العظيم ربما كان طوله 100 متر (330 قدم) طولًا و 6 متر (20 قدم) أو أكثر عرضًا، يبدو أنه يعبر شبه الجزيرة بأكملها حيث يقع الموقع، وربما كان بمثابة حاجز رمزي بين المشهد الطقسي للحلقة والعالم الدنيوي من حوله. تم اكتشاف قطعة أثرية من الطين المخبوز تعرف باسم صبي برودجار، ويعتقد أنها تمثال صغير له رأس وجسم وعينين، وسط أنقاض أحد المباني في عام 2011، وقد تم العثور عليه في قسمين، الأصغر منهما يبلغ قياسه 30 مم، ولكن يُعتقد أنه جزء من جسم أكبر.
في عام 2013، تم العثور على حجر منقوش بشكل معقد في الهيكل 10، تم وصفها بأنها ربما تكون أفضل مثال للفن الحجري الحديث الموجود في المملكة المتحدة منذ عدة عقودالحجر منقوش على كلا الجانبين، وبعد أيام قليلة اكتشف علماء الآثار كرة حجرية منحوتة، وهو اكتشاف نادر جدًا لمثل هذا الجسم في موقعه في سياق أثري حديث.
تشمل الاكتشافات اللاحقة سكاكين سكيل، وأحجار المطارق، وجدار آخر ربما أكبر حجمًا. يشارك في الحفر علماء آثار من كلية أوركني ومن جامعات أبردين وكارديف وجلاسكو.

## التراث العالمي
تم إدراج قلب العصر الحجري الحديث في جزر أوركني ضمن قائمة التراث العالمي في ديسمبر 1999، بالإضافة إلى حلقة برودجار، ويشمل الموقع مايسهاو، وسكارا براي، وأحجار ستينيس، ومواقع أخرى قريبة، ويتم إدارتها من قبل هيئة اسكتلندا التاريخية.
تُعلن المعالم الأثرية في قلب العصر الحجري الحديث في جزر أوركني وسكارا براي انتصارات الروح البشرية في العصور المبكرة والأماكن المعزولة. كانت هذه المباني معاصرة تقريبًا لمصاطب العصر القديم في مصر الأسرتين الأولى والثانية، ومعابد الطوب في سومر، والمدن الأولى لثقافة هارابا في الهند، وقبل قرن أو قرنين من العصر الذهبي للصين. تعتبر هذه المواقع رائعة بشكل غير عادي بالنسبة لتاريخها المبكر، ومع بقاء أدلة غنية بشكل ملحوظ، وتظل رمزًا مرئيًا لإنجازات الشعوب المبكرة بعيدًا عن مراكز الحضارة التقليدية. ستينيس هو تعبير فريد ومبكر عن العادات الطقسية للأشخاص الذين دفنوا موتاهم في مقابر مثل مايس هاو وعاشوا في مستوطنات مثل سكارا براي.
وبما أن أهمية نيس لم تكتشف إلا في عام 2003، فلم يتم ذكرها صراحة في عام 1999 ولم تكن واحدة من المواقع الرئيسية الأربعة، ومع ذلك فإن موقع نيس برودجار يساهم بشكل كبير في فهمنا للمواقع التاريخية العالمية وفقًا لهيئة التراث التاريخي الاسكتلندية.

## إعادة دفن الموقع
أُعلن في مارس 2023 أنه سيتم دفن الموقع وإعادة تغطيته في أغسطس 2024للحفاظ على الموقع لعلماء الآثار في المستقبل، حيث بدأت بعض الأعمال الحجرية المستخرجة من المحاجر في الترقق والانهيار عند تعرضها للهواءبدأت عملية إعادة الدفن في 16 أغسطس 2024، واكتملت تقريبًا بحلول 27 سبتمبر 2024.